# Governatori della Tasmania
La seguente lista elenca i governatori della Tasmania succedutisi dal 1812 a oggi.
La Tasmania venne unificata da un punto di vista amministrativo nel luglio del 1812. Fra il 1813 e il 1855 l'amministratore (che in genere era un ufficiale dell'esercito) non veniva formalmente indicato come governatore.

## Governatori della Tasmania
- Kate Warner, 2014-
- Peter Underwood, 2008-2014
- William Cox, 2004-2008
- Richard Butler, 2003-2004
- Guy Green, 1995-2003
- Phillip Bennett, 1991-1995
- James Plimsoll, 1989-1991
- Stanley Colambre Burbury, 1970-1989
- Edric Bastyan, 1964-1970
- Charles Gairdner, 1963-1964
- Lord Rowallan, 1959-1963
- Ronald Cross, 1951-1958
- Hugh Binney, 1945-1951
- Ernest Clark, 1933-1945
- James O'Grady, 1924-1930
- William Allardyce, 1920-1922
- Francis Newdegate, 1917-1920
- William Ellison-Macartney, 1913-1917
- Harry Barron, 1909-1913
- Gerald Strickland, 1904-1909
- Arthur Havelock, 1901-1904
- Viscount Gormanston, 1893-1905
- Robert Hamilton, 1887-1904
- George Strahan, 1881-1886
- Frederick Weld, 1875-1880
- Charles Du Cane, 1869-1874
- Thomas Gore Browne, 1861-1868
- Henry Fox Young, 1855-1861
- Gregory J. Denison, 1847-1855
- John Eardley-Wilmot, 1843-1846
- John Franklin, 1837-1843
- George Arthur, 1824-1836
- Eduard Sorell, 1817-1824
- Thomas Davey, 1813-1817